# Пам'ятник паровозу у Сватовому
Пам'ятник паротягу — один з пам'ятників у місті Сватовому, встановлений на Привокзальній площі.

У 1864 році інженер-гірник у газеті «Северная почта» опублікував статтю, у якій доводив про доцільність і необхідність будівництва залізничної гілки, яка б з’єднала міста Куп’янськ з Лисичанськом через Сватове, Лучку, Кабаннє і Кремінну.

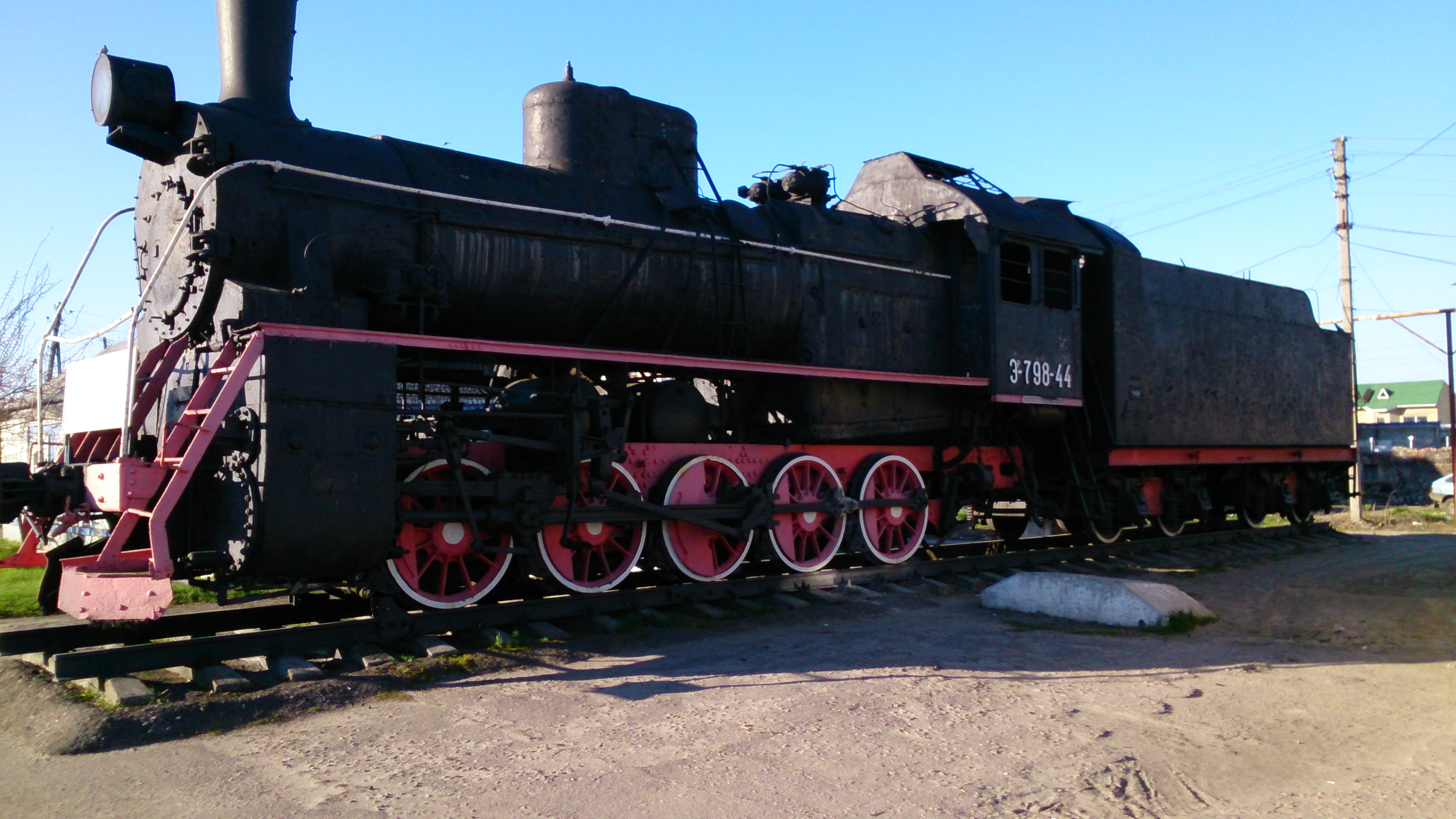
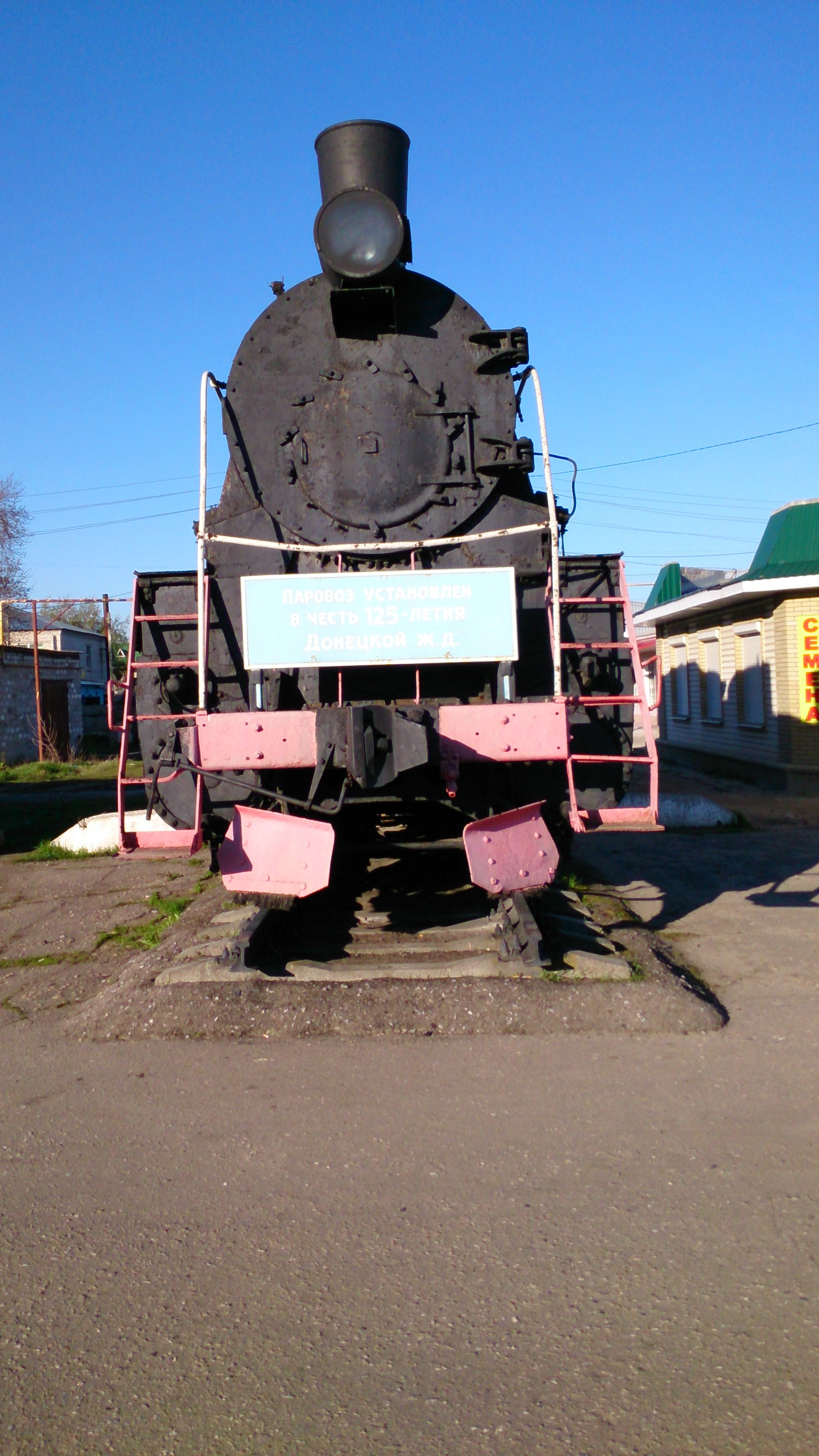

17 грудня 1895 року будівництво залізниці було завершено. У 1898 р. було споруджено другу колію залізниці. Побудована залізниця ввійшла до складу державної Катеринівської залізниці, побудованої у 1882-1904 рр.
Одночасно з будівництвом залізниці споруджується і приміщення паровозного депо, водо-насосна і водонапірна вежа для забезпечення станції водою. В 1903 році до депо приєднали парк паротягів, що складався з 30 одиниць, а в 1907 році -  з 80-ти одиниць серії "ОД", "Р", додали вантажні вагони і цистерни вантажопідйомністю 12 - 16 тонн.
У 2017 році на  Привокзальній площі був встановлений пам'ятний знак на честь 100-ї річниці залізничної гілки Куп'янськ - Лисичанськ і 125-річчя Донецької залізниці у вигляді паротяга ЕР, який знаходився на запасній базі  депо.
Встановлений паротяг був виготовлений у 1953 році в Чехії на паротяг-будівному заводі Групи ЧКД (Чесько-Моравська Колбен-Данек Група). Це маневровий локомотив. Вугільний бункер розрахований на 18 т вугілля, та 27,2 м3 води. Склад  бригади паротяга - три людини: машиніст, помічник і кочегар.